# Irlands præsident
Irlands præsident (irsk: Uachtarán na hÉireann) er statsoverhoved i Irland. Præsidenten vælges sædvanligvis direkte af folket. Mandatperioden er syv år og præsidenten kan maksimalt sidde to perioder. Embedet er frem for alt ceremonielt, men præsidenten har visse begrænsede magtbeføjelser. Embedet er indrettet gennem Irlands konstitution af 1937. Præsidentens officielle residens er Áras an Uachtaráin i Dublin. Den nuværende præsident er Michael D. Higgins.

## Valg
Præsidenten vælges formelt af folket hver syvende år, hvis ikke posten af anden årsag bliver ledig, hvormed nyvalg må afholdes inden for tres dage. Irske statsborgere over 18 år har stemmeret. At kandidere til præsident er åbent for alle statsborgere, som er fyldt 35 år, og som nomineres på en af følgende måder:
- Nomineres af mindst 20 medlemmer af Oireachtas (parlamentet)
- Nomineres af mindst 4 grevskabsråder eller statsråder
- Selvnomineres (i fald det er en siddende eller tidligere præsident)

## Præsidentrækken
Irlands nuværende præsident er Michael D. Higgins.
Følgende personer har haft posten:
- Douglas Hyde (1938 – 1945)
- Seán T. O'Kelly (1945 – 1959)
- Éamon de Valera (1959 – 1973)
- Erskine Hamilton Childers (1973 – 1974)
- Cearbhall Ó Dálaigh (1974 – 1976)
- Patrick Hillery (1976 – 1990)
- Mary Robinson (1990 – 1997)
- Mary McAleese (1997 – 2011 )
- Michael D. Higgins (2011 -  )